# Confinhaus
Confinhaus ist ein Gemeindeteil der Stadt Hohenberg an der Eger im Landkreis Wunsiedel im Fichtelgebirge (Oberfranken, Bayern). Die Einöde liegt gut einen halben Kilometer vom Stadtzentrum entfernt im Egergrund am östlichen Fuß des Burgbergs. Direkt gegenüber, auf der anderen Flussseite, befinden sich der Weiler Hammermühle und die Grenze zu Tschechien.
Das zweigeschossige Satteldachgebäude wurde im späten 18. Jahrhundert als Grenzhaus für die Grenzwache erbaut, es diente als Quarantänestation. Auf die Bedeutung des Hauses weist der Name hin, der vom lateinischen confinum für Grenze abgeleitet ist. Das Gebäude besitzt Fachwerk im Obergeschoss und steht unter Denkmalschutz.